# Stu Cook
Stu Cook, egentligen Stuart Alden Cook, född 25 april 1945 i Stanton, Kalifornien, är en amerikansk musiker som är mest känd för att ha varit basist i det amerikanska rockbandet Creedence Clearwater Revival.
Annat arbete inkluderar skivor med Roky Erickson, både som producent och som musiker.